# Euphaedra overlaeti
Euphaedra overlaeti är en fjärilsart som beskrevs av Gustaaf Hulstaert 1926. Euphaedra overlaeti ingår i släktet Euphaedra och familjen praktfjärilar. Inga underarter finns listade i Catalogue of Life.